# Kreis Salmünster

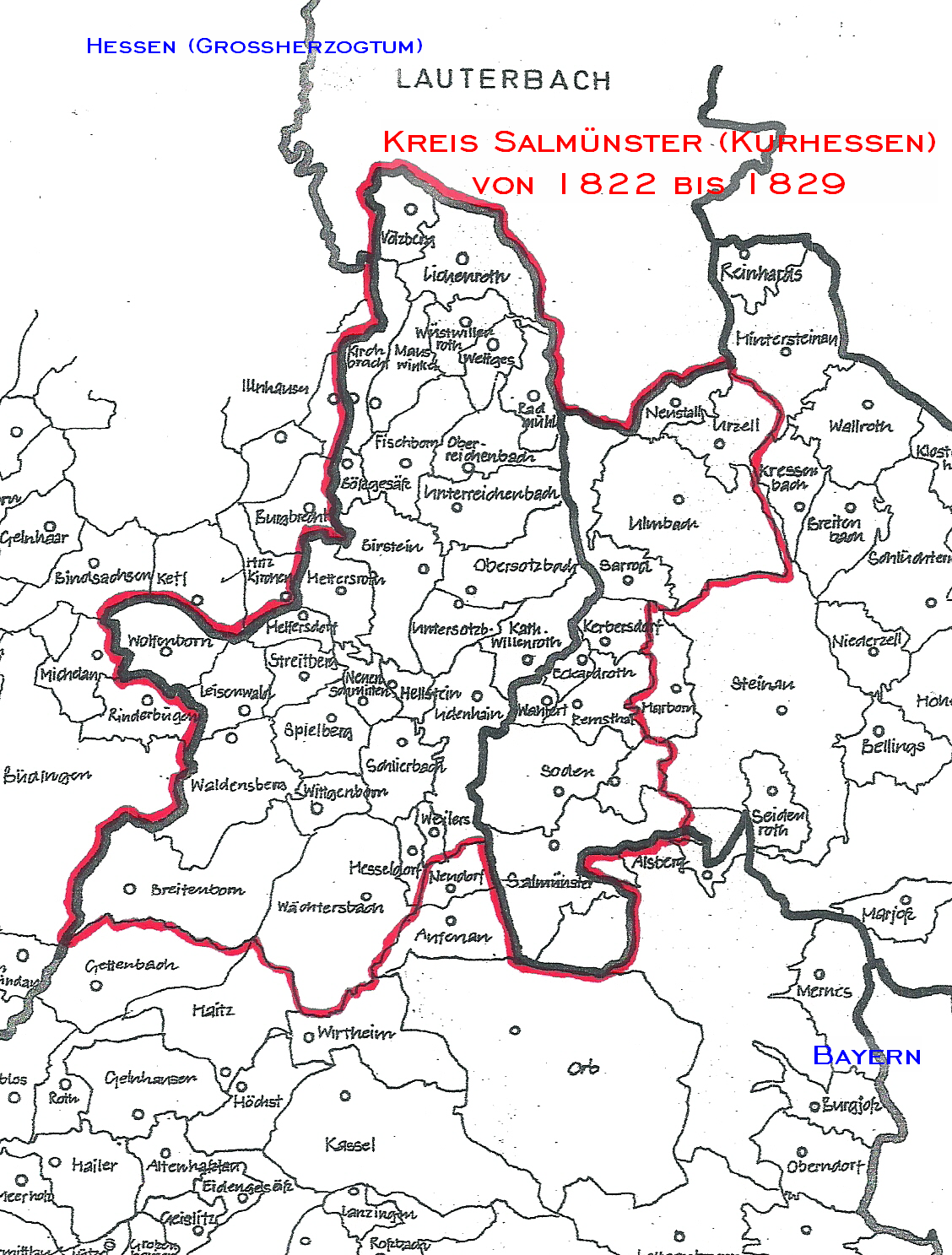
Gemeinden und Kreisgrenze des ehemals kurhessischen Kreises Salmünster

Der Kreis Salmünster war von 1821 bis 1830 ein Kreis in der Provinz Hanau des Kurfürstentums Hessen. Das ehemalige Kreisgebiet gehört heute zum Main-Kinzig-Kreis in Hessen.

## Geschichte
Der Kreis Salmünster wurde 1821 aufgrund einer kurfürstlichen Verordnung als ein Kreis der kurhessischen Provinz Hanau gebildet. Dazu gehörte auch die einheitliche Einteilung des Kurstaates in Provinzen, die sich wiederum in Kreise gliederten. Bei seiner Gründung hatte der Kreis Salmünster 16.611 Einwohner.
Am 1. Januar 1830 wurde der Kreis bereits wieder aufgelöst. Dabei wurden
- das Amt Salmünster nebst dem Gericht Romsthal mit dem Kreis Schlüchtern und
- die Ämter Wächtersbach und Birstein mit dem Kreis Gelnhausen

„vereinigt“.
Die Kreise Gelnhausen und Schlüchtern (nach 1945 als Landkreise) bestanden bis 1974 und gingen dann durch die Gebietsreform in Hessen im Main-Kinzig-Kreis auf.